# Oenothalia paluma
Oenothalia paluma là một loài bướm đêm trong họ Geometridae.